# Фудбалери са више од 500 датих голова у каријери
Рачунајући званичне мечеве на клупском и репрезентативном нивоу тачно 28 играча је, до сада, постигло 500 и више голова. Иако су неки играчи, (Пеле, Ромарио) својом рачуницом давно дошли до броја од 1000 датих голова ипак, званично, ниједан играч није постигао 1000 голова. Рачуница, легендарног Пелеа, који је ушао и у Гинисову књигу рекорда, није исправна јер је Пеле урачунао и незваничне, пријатељске, утакмице које је играо у каријери, а поједине нигде нису ни евидентиране. Тако је Бразилац каријеру завршио са 767 датих голова.
Слична ситуација је и са другим бившим репрезентативцем Бразила, Ромариом, који је 2007. године из једанаестерца постигао свој 1000. гол, али, како је и сам изјавио, он је рачунао и голове које је постизао у незваничним утакмицама, као и у омладинском узрасту. Ову Ромаријеву рачуницу не признаје ни ФИФА.
Најреалнију и најтачнију статистику по броју датих голова води Статистичка фондација Рец.Спорт.Сокер (енгл. Rec.Sport.Doccer Statistics Foundation, скраћено RSSSF), међународна организација која се бави прикупљањем званичних, статистичких, података везаних за фудбал.
Овом статистиком се руководи и престижни сајт из Енглеске, „Фудбол дејли” као и ФИФА и УЕФА чије документе Рец.Спорт.Сокер и користи.
Фондација је основана 1994. године од стране: Ларса Архуса, Кента Хедлунда и Карела Стокермарса. У почетку се фондација бавила прикупљањем Северно-европских података, али је брзо променила име пошто је постала највећа и најпоузданија база фудбалских података на свету.
Јозеф Бикан, бивши фудбалер Аустрије и Чехословачке, најбољи је стрелац у фудбалској историји. По многим сведочењима, Бикан је постигао преко 1400 голова, али је статистика многих од њих изгубљена током Другог светског рата, али је званично евидентирано да је Бикан постигао 805 голова на преко 530 званичних мечева у периоду од 1931. до 1956. године. Слична ситуација, са неевидентираним мечевима и головима је и у случају Ференца Пушкаша, те и Бразилца Артура Фрајденрајхта који је почетком 20. века носио дрес „Селесао” и, незванично, постигао преко 1000 голова.
У 21. веку запис је неупоредивo лакши и прецизнији. Тако је у новом веку и миленијуму најбољи стрелац Кристијано Роналдо који је 30. марта 2024. године постигао преко 900 голова наступајући за свој клуб и репрезентацију.

## Гинисова књига рекорда
За разлику од Рец.Спорт.Сокера Гинисова књига рекорда има другачију статистику. Наиме, код Гиниса се убрајају и незваничне и недокументоване утакмице, па је по овој статистици Пеле најбољи стрелац у историји са 1279 голова. Други Бразилац Артур Фрајденрајх, према неким незваничним информацијама, постигао је 1329 голова, али како се ради о раним годинама двадесетог века, када је фудбал, махом, био аматерски спорт, већина тих голова нигде није забележена нити евидентирана.
У Великој Британији, према Гинису, Џејмс Макгрори је, убедљиво, најбољи стрелац свих времена. Наступајући за екипу Селтика Макгрори је у периоду 1922-1938. година постигао чак 550 голова.

## Листа играча са 500 и више датих голова
Ажурирано 11. Август 2025. године
Подебљани играчи који су и даље активни.
| Позиција | Играч              | Голови | Утакмице | Просек | Период играња |
| 1        | Кристијано Роналдо | 956    | 1317     | 0.73   | 2001          |
| 2        | Лионел Меси        | 901    | 1171     | 0.77   | 2003          |
| -------- | ------------------ | ------ | -------- | ------ | ------------- |
| 3        | Јозеф Бикан        | 805    | 555      | 1,48   | 1931-1956     |
| 4        | Ромарио            | 772    | 994      | 0.77   | 1985–2007     |
| 5        | Пеле               | 767    | 831      | 0.92   | 1957–1977     |
| 6        | Ференц Пушкаш      | 746    | —        | —      | —             |
| 7        | Герд Милер         | 735    | 793      | 0.93   | 1962–1981     |
| 8        | Роберт Левандовски | 728    | 1056     | 0.69   | 2005          |
| 9        | Луис Суарез        | 598    | 1023     | 0.60   | 2005          |
| 10       | Златан Ибрахимовић | 580    | 999      | 0.58   | 1999–2023     |
| 11       | Ференц Дејак       | 576    | —        | —      | —             |
| 12       | Уве Зелер          | 575    | —        | —      | —             |
| 12       | Тулио Маравиља     | 575    | -        | -      | -             |
| 14       | Артур Фрајденрајх  | 557    | —        | —      | —             |
| 15       | Ернст Вилимовски   | 554    | —        | —      | —             |
| 16       | Еузебио            | 552    | —        | —      | —             |
| 17       | Џими Макгрори      | 550    | —        | —      | —             |
| 18       | Франц Биндер       | 546    | —        | —      | —             |
| 19       | Фернандо Пејротео  | 544    | —        | —      | —             |
| 20       | Уго Санчез         | 541    | —        | —      | —             |
| 21       | Фриц Валтер        | 539    | —        | —      | —             |
| 22       | Карим Бензема      | 533    | 1014     | 0.52   | 2004          |
| 23       | Јожеф Такач        | 523    | —        | —      | —             |
| 24       | Ђула Женгелер      | 522    | —        | —      | —             |
| 25       | Зико               | 522    | —        | —      | —             |
| 26       | Алфредо Ди Стефано | 514    | —        | —      | —             |
| 27       | Ханс Кранкл        | 514    | —        | —      | —             |
| 28       | Гунар Нордал       | 513    | —        | —      | —             |
| 29       | Роберто Динамите   | 512    | —        | —      | —             |
| 30       | Џими Гривс         | 511    | —        | —      | —             |
| 31       | Ференц Бене        | 508    | —        | —      | —             |

## Највише голова у једној екипи
| Пос. | Играч             | Голови | Утак. | Просек | Период    | Клуб          |
| ---- | ----------------- | ------ | ----- | ------ | --------- | ------------- |
| 1    | Лионел Меси       | 672    | 778   | 0.86   | 2003-2021 | Барселона     |
| 2    | Пеле              | 643    | 656   | 0.98   | 1956-1974 | Сантос        |
| 3    | Герд Милер        | 563    | 605   | 0.93   | 1964-1979 | Бајерн Минхен |
| 4    | Фернандо Пејротео | 544    | 334   | 1.63   | 1937-1949 | Спортинг      |
| 5    | Joзеф Бикан       | 535    | 272   | 0.97   | 1936-1949 | Славиja Праг  |
| 6    | Џими Макгрори     | 522    | 501   | 1.04   | 1922-1938 | Селтик        |
| 7    | Абе Ленстра       | 517    | 571   | 0.91   | 1933-1955 | Херенвен      |